# تاكاشي إينوكاي
تاكاشي إينوكاي (باليابانية: 犬養孝) هو لغوي ياباني، ولد في 1 أبريل 1907 في طوكيو في اليابان، وتوفي في 3 أكتوبر 1998.